# La Procession de Lille
La Procession de Lille est un tableau réalisé par le peintre français François Watteau en 1801. Cette huile sur toile représente la grande procession de Lille traversant la Grand'Place de Lille peu avant sa suppression par la Convention nationale en 1793. Exécutée à partir de croquis que l'artiste a pris sur le vif lors des derniers cortèges, l'œuvre est donc une peinture d'histoire sous l'apparence d'un paysage urbain. On y voit d'ailleurs l'ancienne église Saint-Étienne, détruite par la Révolution.
Après son acquisition en 1828, le tableau intègre les collections du palais des Beaux-Arts de Lille, mais il se trouve désormais en dépôt au musée de l'Hospice Comtesse. On y voit également La Braderie, toile dans laquelle Watteau figure un autre événement récurrent de la vie de la cité, la braderie de Lille.